# リック・ストラウド
リック・ストラウド（Rick Strowd）は、SNKの対戦型格闘ゲーム『餓狼伝説』シリーズに登場する架空の人物。担当声優はタニー山口。

## キャラクター設定
『リアルバウト餓狼伝説2』（以下『RB2』と表記）において李香緋とともに追加されたキャラクターで、『RB2』の主人公的存在。
ネイティブ・アメリカンの男性と白人女性とのハーフだが、父親はリックが生まれてすぐに亡くなっているので、彼は父親のことを覚えていない。しかし、幼い頃から自分がネイティブの血を引いていることを感じていて、わずかながら自然の声を聞くことができる。
バックストーリーではカジノのショーボクサーから十年の下積みを経てチャンピオンへの挑戦権を獲得したことが語られているが、何かに呼ばれていることを感じ取り、「タイトルマッチまでには戻る」と告げて挑戦権獲得を祝うパーティーを抜け出している。エンディングでは、長い金髪の白人女性と共に馬に乗って走り去る姿が描かれているが、この女性が何者であるかは語られていない。
性格は大ざっぱでマイペースであり、ときどき思いつきで行動するなど普段は子供っぽい一面が目立つが、試合のときには並はずれた集中力を発揮して緻密な闘いをする。また、強者に対しては素直に称賛するが、弱者に対して心優しいと言える方ではない。
テリー・ボガードに注目しているらしく、家庭用ネオジオでは対テリー専用の勝利メッセージがある。また、登場ステージもテリーと同じ場所になっている（ただし時間帯は違う）。
リックが使用キャラクターとして登場したのは『RB2』とそのネオジオポケット移植版『餓狼伝説FIRST CONTACT』のみ。
ちなみに『ザ・キング・オブ・ファイターズ』に登場するヴァネッサは彼の持ち技に似た技を使い、同じくセスは彼のことを知っているような描写がある。
なお、『ザ・キング・オブ・ファイターズ'94 RE-BOUT』ではメキシコステージの背景に登場している。

## ゲーム上の特徴
旧作に登場したマイケル・マックスやアクセル・ホークとは違い、飛び道具系の必殺技を持たない。しかし、ボクサーらしく接近戦には強く、突進系の必殺技が優れている。

## 技の解説

### 必殺技
シューティングスター
突進してパンチを連打する。
シューティングスターEX
パワーゲージMAX時に使用できる「シューティングスター」の強化版。
ヘリオン
十字の形を描きながらフックとアッパーを繰り出す。
ブレイジングサンバースト
後方に振りかぶり、ガード不可のパンチを出す。
シューティングスターMAX
パワーゲージMAX時の「ブレイジングサンバースト」のヒット中に出せる「シューティングスター」。

ディバインブラスト
一旦、距離を取ってストレートを出す。
フェイクブラスト
「ディバインブラスト」の着地時に入力して出すキャンセル技。

フルムーンフィーバー
その場での上半身無敵。

### 超必殺技・潜在能力
ガイアブレス
超必殺技。アッパーで相手を浮かし、巨大な竜巻をまとったストレートを繰り出す。
ハウリング・ブル
潜在能力。パンチを連打して、相手に見えない気動を当てる。